# Blönduós

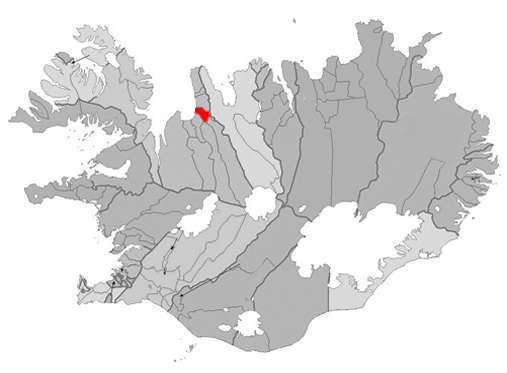
Blönduós

Blönduós é uma pequena cidade do noroeste da Islândia, situada no lado oriental da baía de Húnaflói.
É atravessada pelo rio Blanda, conhecido pela pesca do salmão.

Tem cerca de 834 habitantes (2024), e é a sede da Comuna de Húnabyggð, pertencente à Região Noroeste (Norðurland Vestra).
Está situada a 244 km da capital Reiquiavique.

## Transportes
Blönduós é servida pela estrada de circunvalação Hringvegur (islandês: Þjóðvegur 1) que circunda toda a ilha, sempre próximo ao litoral e ligando todas as principais cidades do país. 

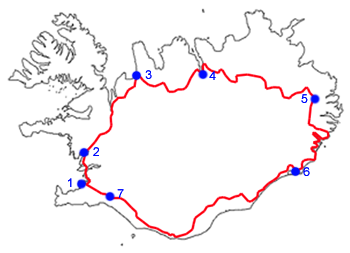
A estrada Hringvegur: Blönduós – 3.

## Galeria

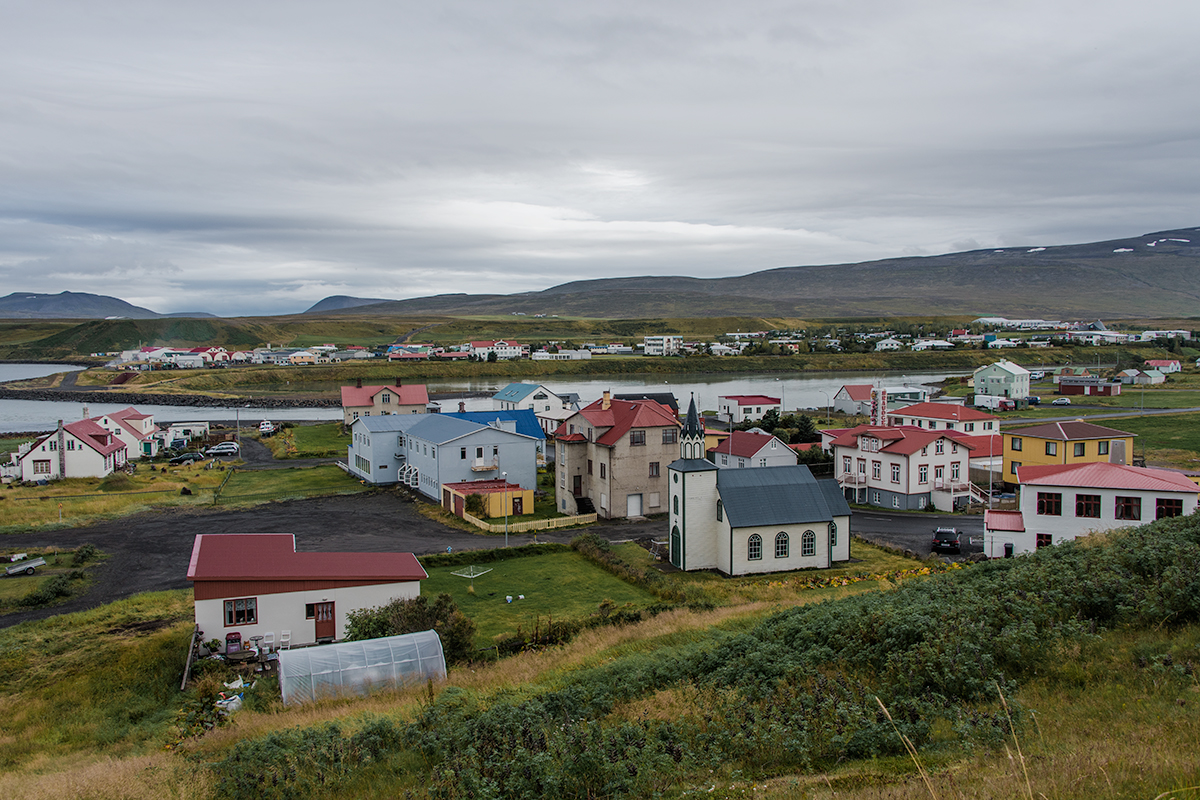
Vista da cidade
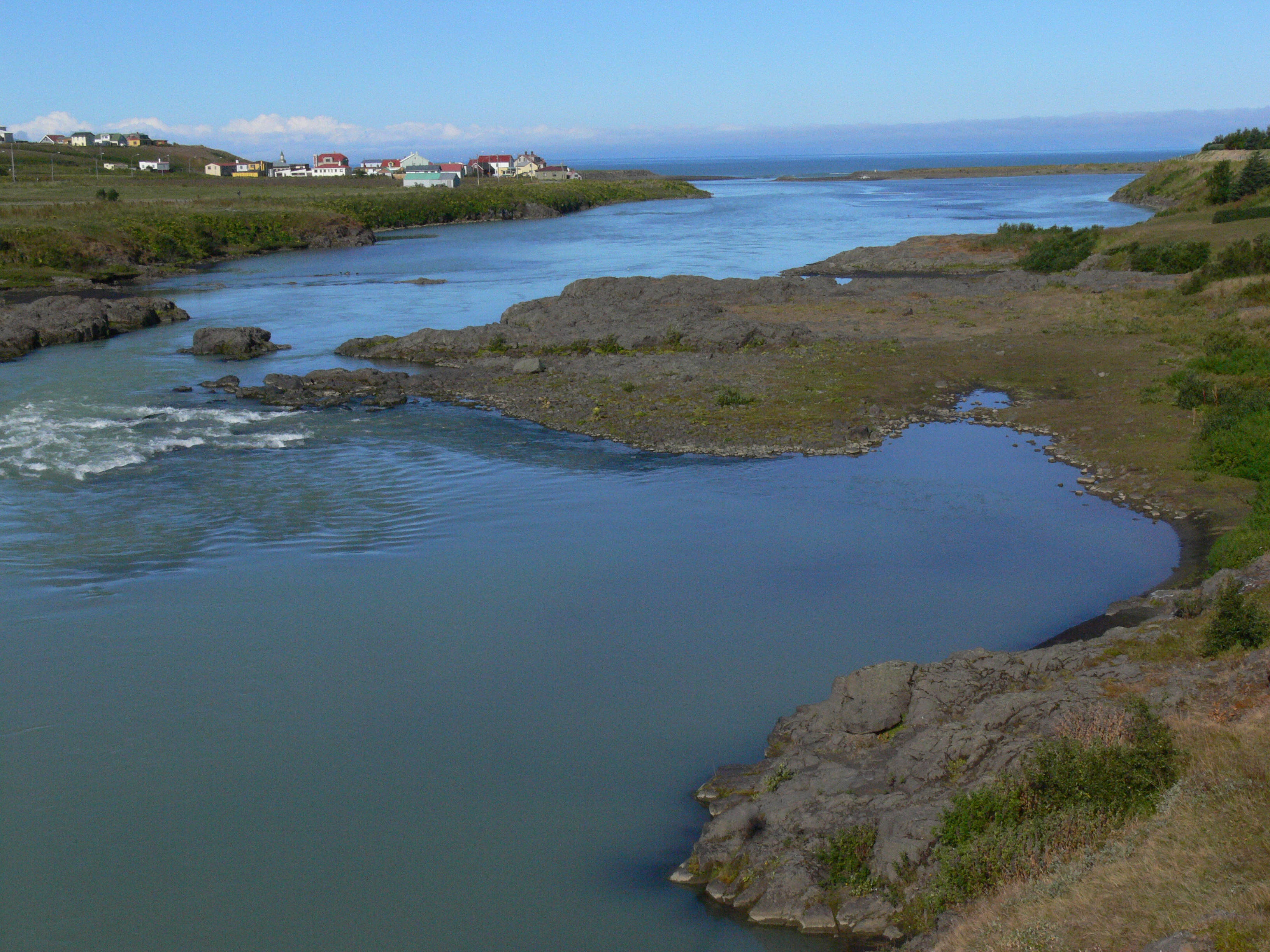
Trecho do rio Blanda
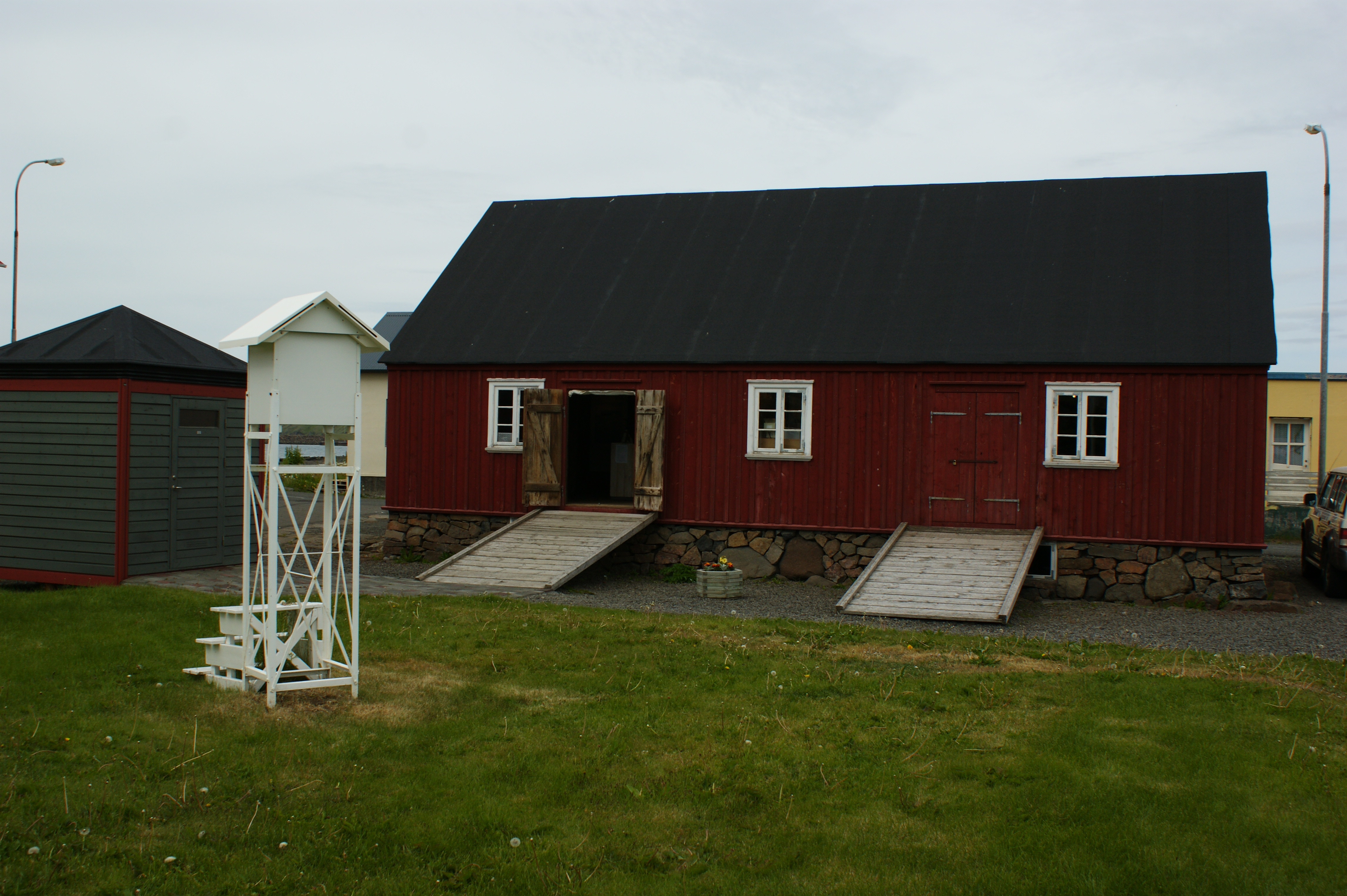
Museu do Gelo do Mar
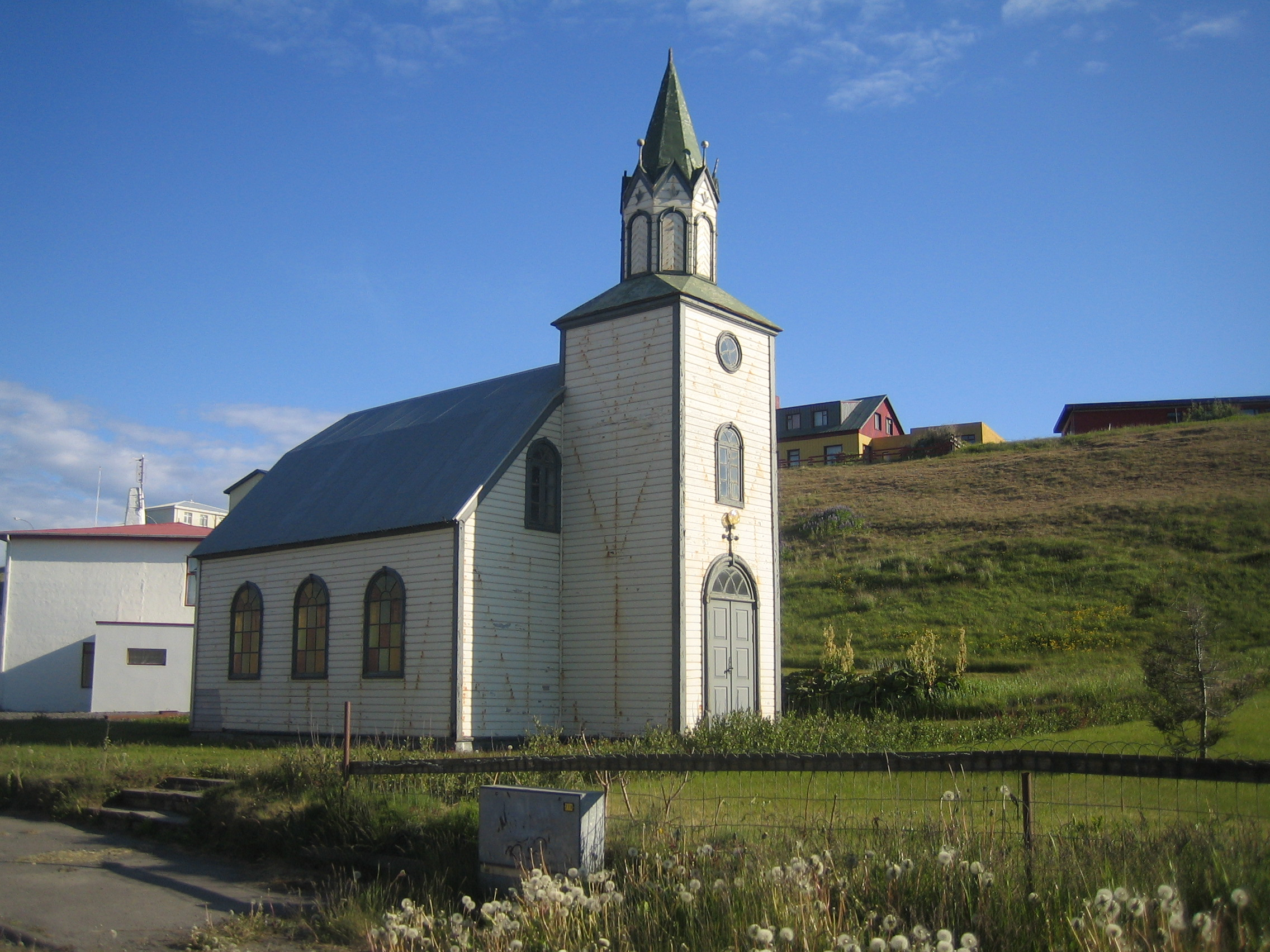
A velha igreja de Blönduós